# Feria de Santo Tomás de San Sebastián

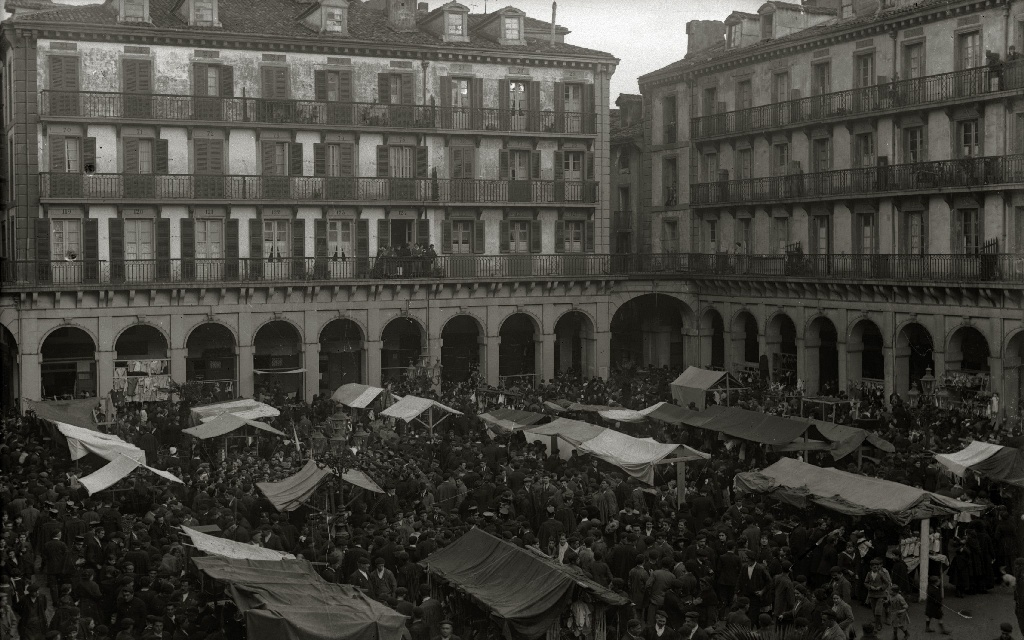
Feria de Santo Tomás en 1916

La Feria de Santo Tomás en San Sebastián (España) tiene lugar  el 21 de diciembre y marca el inicio de la Navidad.
Durante este día, San Sebastián se transforma en un mercado rural en el que la protagonista indiscutible es la chistorra.
Es una fiesta que se celebra en muchos municipios de la geografía vasca siendo San Sebastián de los más representativos.

## Descripción
El origen de esta feria está en el siglo XIX aunque es probable que  tenga un origen  más antiguo. En esa época la mayoría de los caseríos estaban en manos de los arrendatarios. Los caseros  se encargaban de cultivar las tierras y de gobernar el ganado. Ese arrendamiento se heredaba de generación en generación, de padres a hijos.
Los arrendatarios tenían que pagar la renta a finales de año a los dueños de las fincas. El plazo para ese pago se retrasaba a menudo hasta el día de Santo Tomás.
Ese día, el 21 de diciembre, los caseros acudían a la ciudad para pagar la renta con los mejores productos de sus huertos y los mejores animales.
Aprovechaban el viaje para vender también esos productos a los habitantes de la ciudad y aprovisionarse de artículos que no existían en sus pueblos.
Cuando los municipios guipuzcoanos mejoraron su transporte, la Feria dejó de ser una necesidad pero los caseros siguieron fieles  a la costumbre de acudir el día de Santo Tomás a San Sebastián a exponer sus productos fundamentalmente en la Plaza de la Constitución.
Pronto la Plaza de la Constitución se quedó pequeña para albergar todos los puestos y se amplió el recinto ferial a la Plaza de Guipúzcoa y a otros lugares de la Parte Vieja.
Es tradición utilizar como vestimenta el traje de casero y en el recinto ferial proliferan los puestos de chistorra y talo (pan tradicional vasco) que muchas organizaciones y centros de enseñanza utilizan para sus viajes de estudio.
También hay puestos de venta de hortalizas, conservas, frutas, quesos, miel, pan y pasteles, plantas, carnes y derivados, así como chacolí y sidra.
A partir del año 2013 la exposición de animales vivos sufrió ciertas restricciones pero no afectó a la emblemática cerda expuesta en la Plaza de la Constitución.